# Lestans
Lestans (Lestans in friulano) è una frazione del comune italiano di Sequals, in provincia di Pordenone.

## Geografia fisica
Lestans si trova a circa 5 km ad est di Sequals, su di un territorio pianeggiante compreso tra la collina di San Zenone a nord-ovest e il torrente Cosa a est.

## Storia
Lestans viene nominata per la prima volta nella Bolla Pontificia del 1184 di Urbano III (Plebem de Lestans), ma l'origine del paese è molto più antica. Il suo toponimo deriva, probabilmente, da un prediale latino legato al nome personale Estius (Estianus, ovvero "territorio di Estius") e, a conferma delle sue origini romane, sono i numerosi reperti provenienti da ville rustiche e necropoli. In epoca medioevale, la villa de Lestano è sotto la giurisdizione dei Conti di Castelnovo, dei Conti di Gorizia, mentre dal 1511 sino al periodo napoleonico, sotto i Conti Savorgnan. La sede giurisdizionale del feudo, nonché sede estiva dei conti, era la Villa Savorgnan, costruita nella seconda metà del Cinquecento. Questa rimane oggi uno dei pochi esempi di villa veneta nel Friuli Occidentale.

## Monumenti e luoghi d'interesse
- Chiesa di Santa Maria Assunta con affreschi di Pomponio Amalteo risalenti al XVI secolo;
- Villa Savorgnan, ospita la Mostra Casa del '900 e una raccolta archeologica[3];
- Museo "La Casa del 900";
- Museo "I Vecchi Mestieri".